# 瑜一
瑜一（英語：In One）為香港一個興建中的私人屋苑，位於港鐵何文田站上蓋，預計於2024-25年間落成，三期共設844伙。示範單位設置於荃灣如心廣場2樓。

## 歷史
屋苑所在的何文田站上蓋，前身為山谷道邨，於2001-02年拆卸，並曾擬重建為多幢居屋。然而，由於孫九招的緣故，該計劃於2002年尾被腰斬，而用地連同毗鄰山坡則一直用作臨時停車場，直至觀塘綫延綫動工為止。
2018年9月，港鐵為此屋苑所在的何文田站上蓋第二期招收意向書，並接獲共31份意向書。隨後，項目於同年10月進行招標，共收到8份標書，最終由華懋集團以約74.86億元補地價投得，每平方呎補價為約11,709元。
2022年8月，此屋苑正式命名為「瑜一」，而其中三幢樓宇則於兩個月後獲批預售。隨著第5座亦於2023年3月獲批售，瑜一於同月正式開售。
2023年3月25日，項目第IB期開售，有人拍攝到一名神秘「富二代」在兩名保鏢陪同下到示範單位參觀，引起網民討論。項目在短短九日內共售出332伙，發展商套現逾57億元，平均每戶售價逾1720萬，創2023年第一季最快及最高新盤吸金記錄。到同年4月2日，發展商就第IC期賣210伙，兩房戶折實入場費1,216.01萬元起。即日沽152伙。當中有5組買家大手購入兩伙單位，最大手交易達4,000萬元。

## 樓宇
屋苑設有4幢高31層樓宇，分為三期發售，主要提供2-3房單位，並於頂層設有特色戶。第1B期（第3座）涉183伙，實用面積由336至1234方呎，涵蓋1房至4房，特色單位設16伙，包括7伙頂層特色戶、7伙連平台特色戶，以及2伙天際特色單位。預計關鍵日期為2024年11月底。1C期（第5座）涉214伙，實用面積由423至1,213平方呎，涵蓋2房至4房，同時亦設有特色戶，項目預計關鍵日期為2025年5月5日，樓花期長約26個月。
2023年5月，發展商將第1A期（第1、2座）命名為瑜一．天海，設兩幢樓高29層的大廈，單位實用面積介乎311至1,615平方呎，設一至四房單位，主要以兩房戶為主。項目同時設三類特色戶，包括只有14伙，實用面積介乎333至1,615平方呎的頂層特色戶；僅設4伙，位於28樓的天際特色戶和位於2A座地下Maison D及E的池景特色戶。項目在2023年5月中以價單形式推售90伙，折實798.91萬元入場，另推出20伙單位招標。項目在截票前已超額認購逾21倍。
| 樓宇座號 | 預計落成年份 | 住宅層數 | 標準樓層伙數 | 期數 |
| -------- | ------------ | -------- | ------------ | ---- |
| 1A、1B座 | 2024年       | 26層     | 9            | 1A   |
| 2A、2B座 | 2024年       | 26層     | 9            | 1A   |
| 3A、3B座 | 2024年       | 26層     | 7            | 1B   |
| 5A、5B座 | 2025年       | 26層     | 9            | 1C   |

## 設施
屋苑基座設面積9.5萬呎連園林的雙會所，設施包括游泳池、按摩池、健身室、兒童專屬的會所、兒童遊樂設施及Band房等。而地下及1樓設有13,382平方呎園林區；地下低層1樓至3樓亦有4,264平方呎綠化地帶。
另何文田站設有住戶專用的出入口，已於2025年4月29日啟用，提供3部升降機連接平台及何文田站外的休憩空間。停車場共設251個車位。
雖然屋苑位於港鐵車站上蓋，但卻不設商場及商舖，居民需步行或乘車到鄰近的街市、商場購物。

## 圖片集

### 興建期間照片

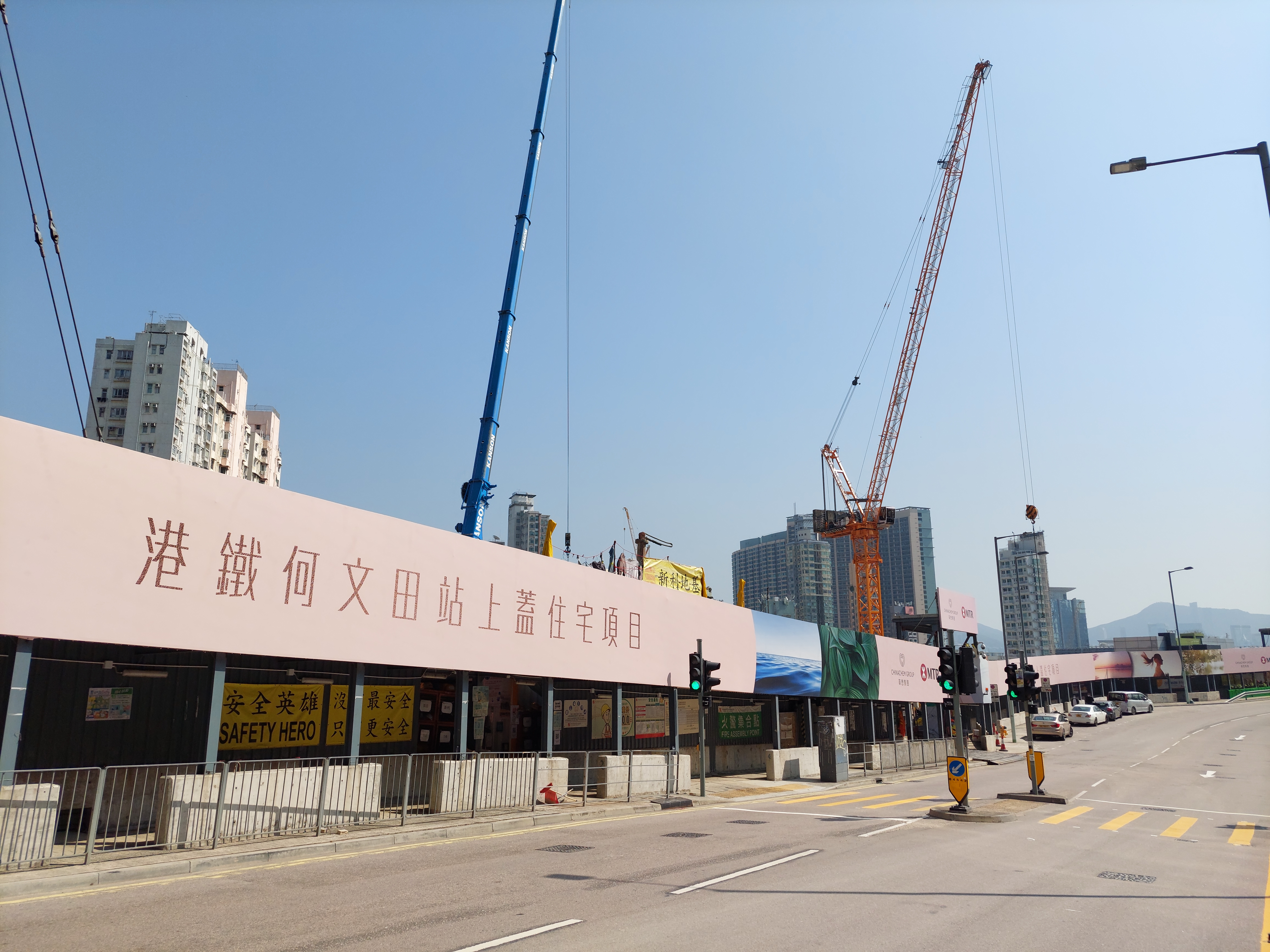
開展上蓋工程，2022年2月
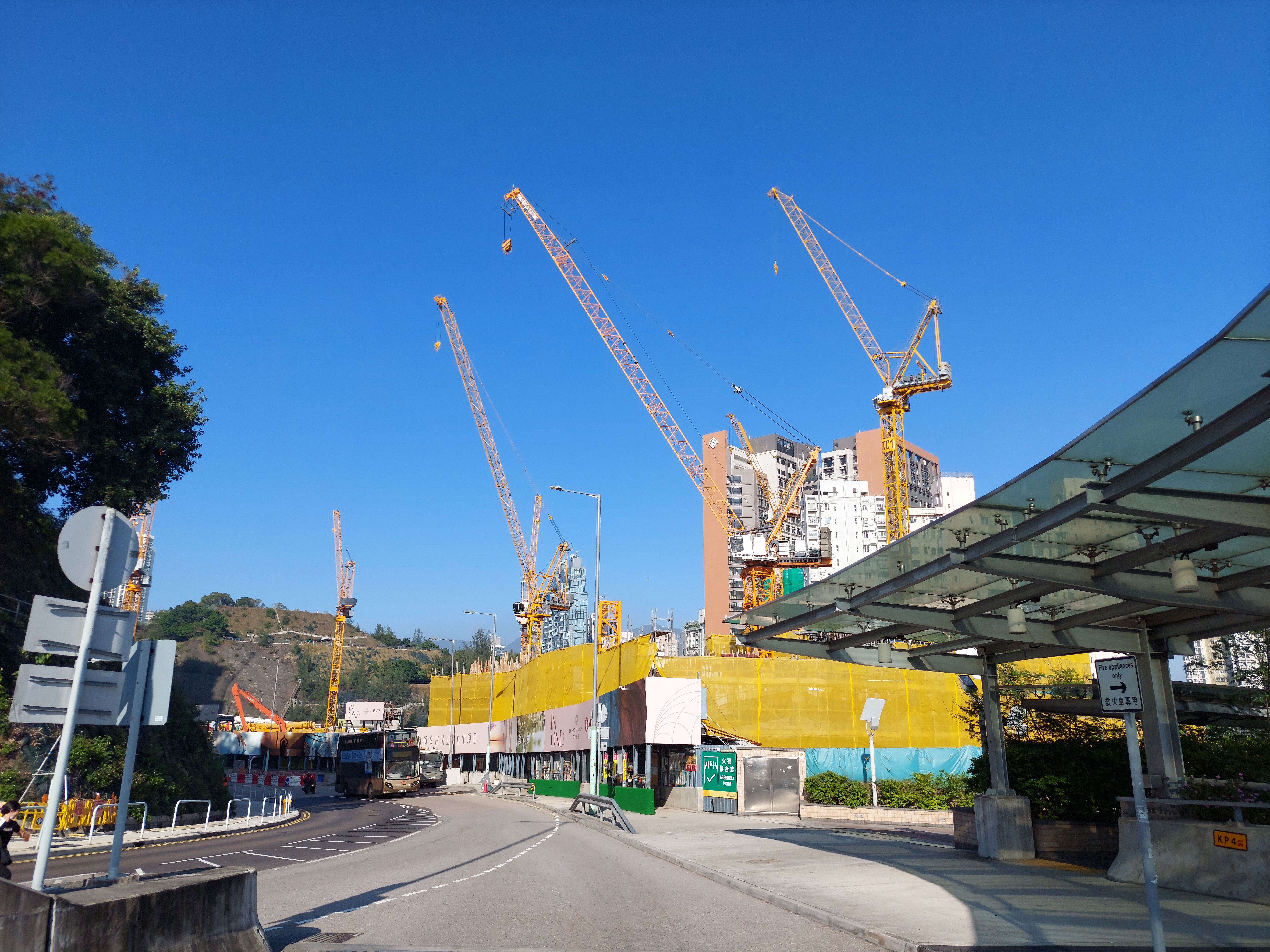
2022年11月
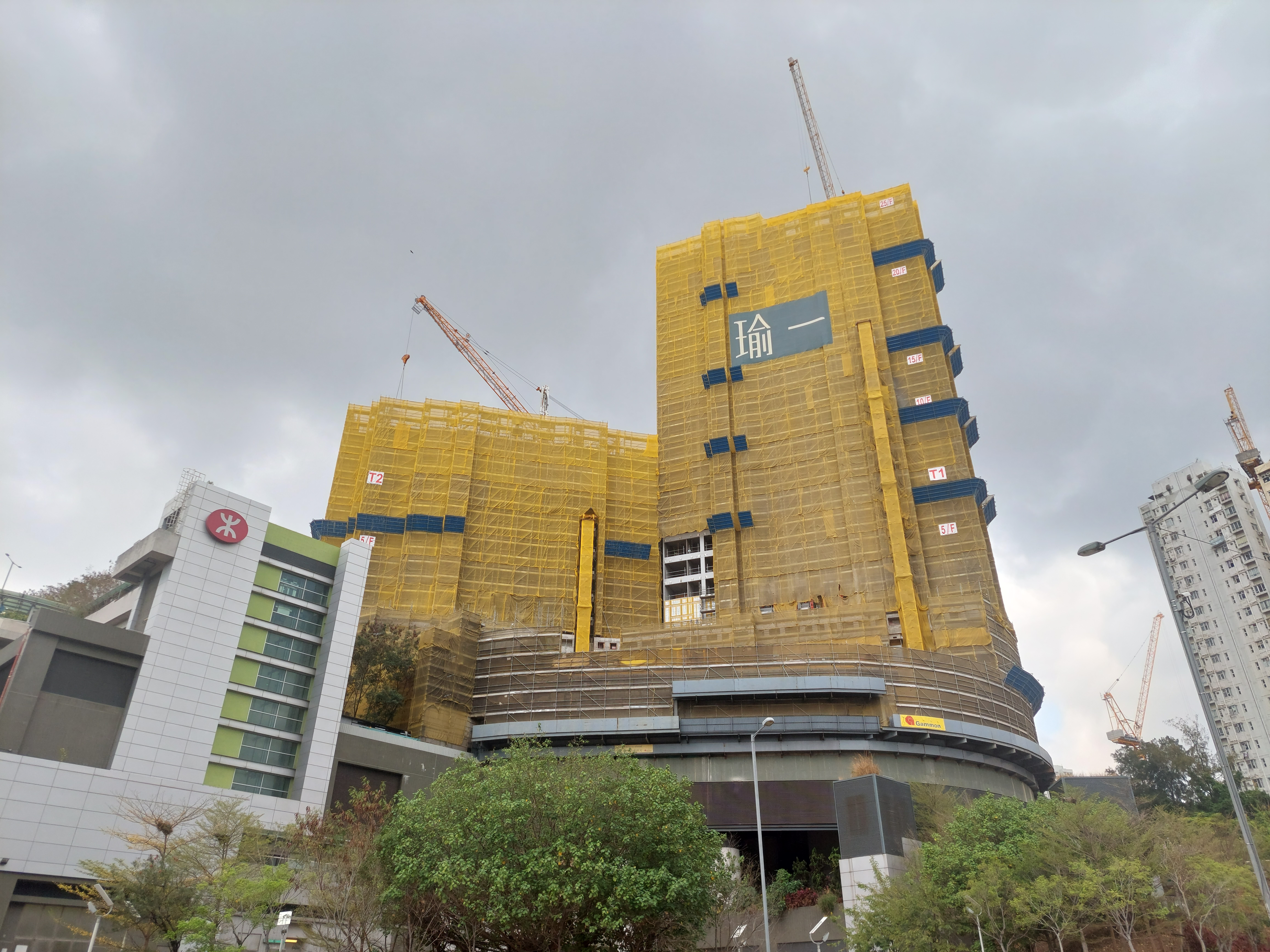
2023年3月
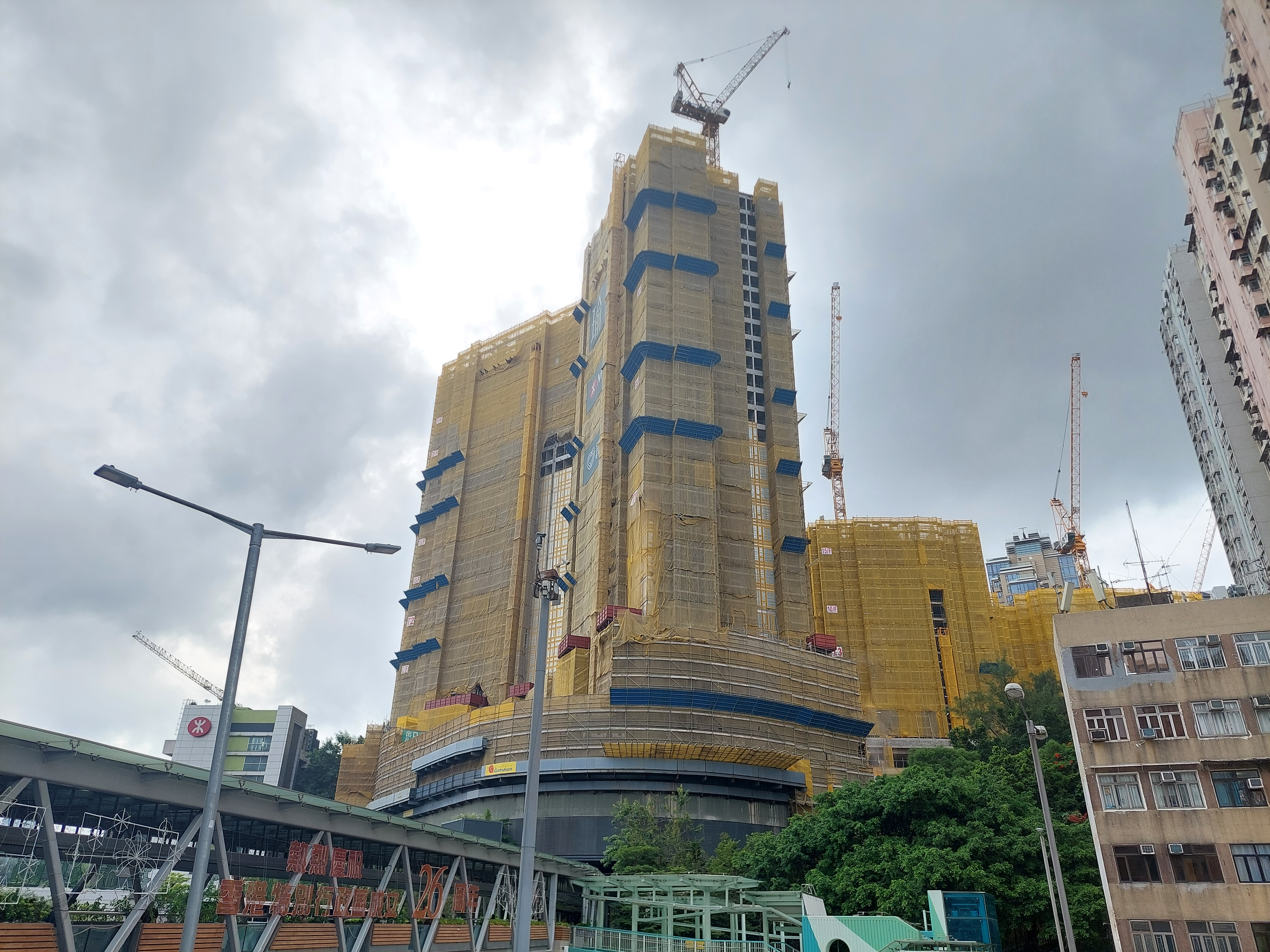
2023年8月
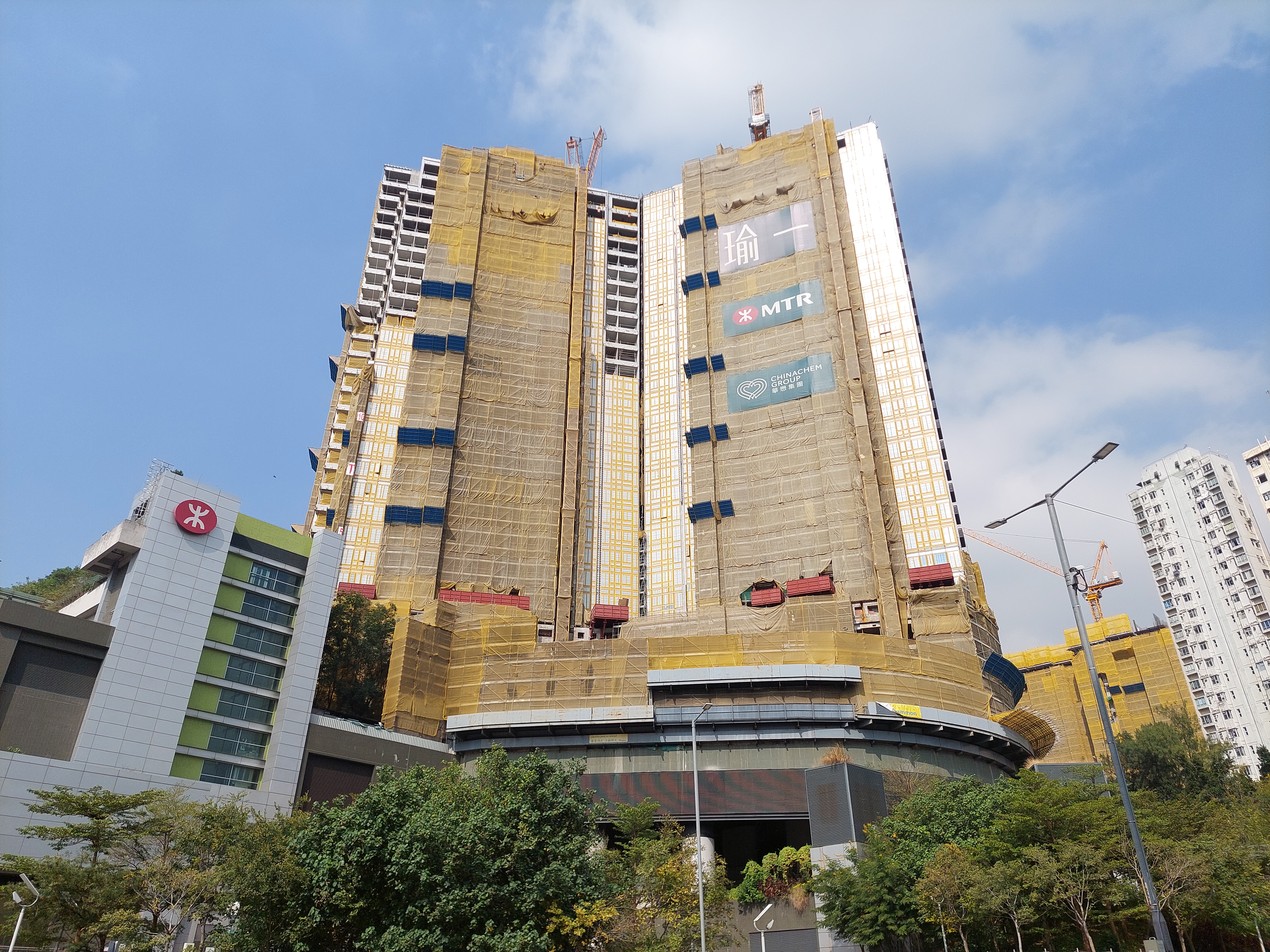
即將封頂，2023年12月
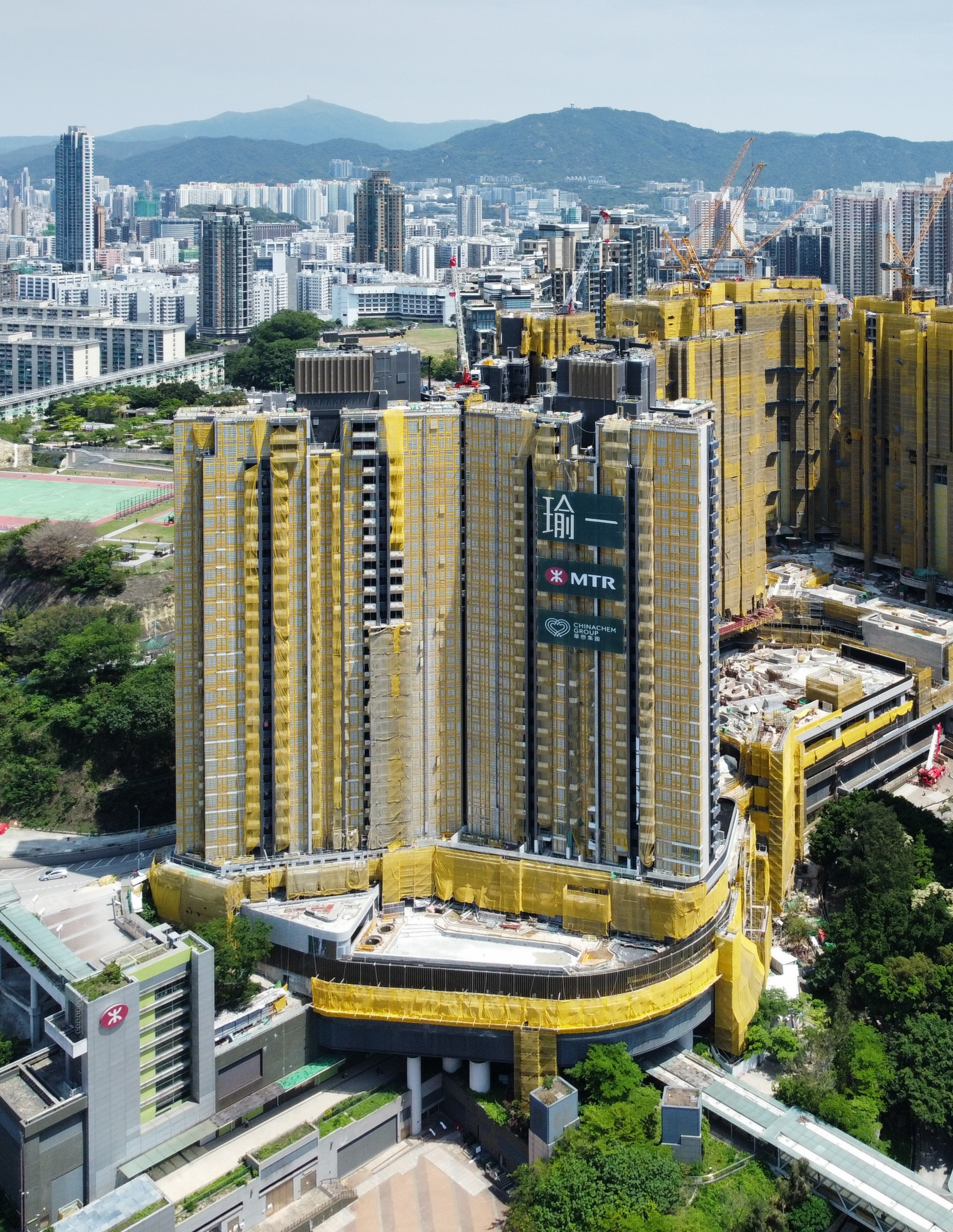
已封頂，2024年5月
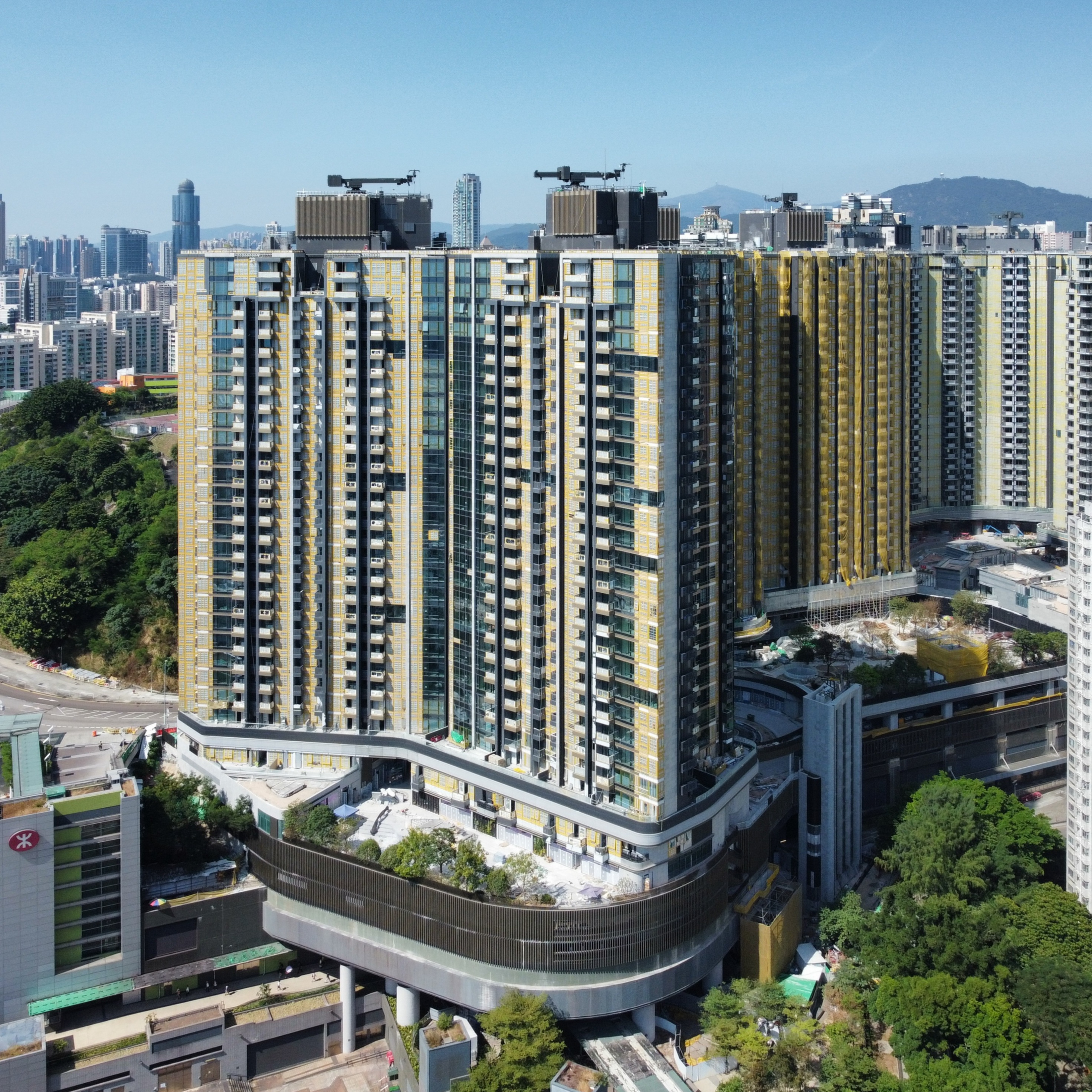
2024年11月

## 交通
港鐵
- █  觀塘綫、 █  屯馬綫：何文田站

忠孝街／何文田站公共運輸交匯處

## 鄰近屋苑/地方
- 何文田站
  - 何文田站公共運輸交匯處
  - 朗賢峯（興建中）
- 香港理工大學學生宿舍及教學大樓（興建中）
- 愛民邨
- 天鑄